# 白木周作
白木 周作（しろき しゅうさく、1980年2月24日 - ）は、神奈川県横浜市港北区出身の元アメリカンフットボール選手、ポジションは（ランニングバック）。

## 略歴
日本大学高等学校でアメリカンフットボールを始める。一貫してランニングバック。
法政大学へ進学し、大学1年より法政大学トマホークスでPR（パントリターナー）を務めた。大学3年より全試合に出場、クラッシュボウルMVP、甲子園ボウルMVPの活躍で28年振りの単独優勝に貢献した。
大学4年では副将を務めた。この年の甲子園ボウルでは、関西学院大学ファイターズに敗北した。2001年関東大学リーディングラッシャーのタイトルを獲得した。アメリカンフットボール誌「月刊タッチダウン」が選ぶALL JAPANにも選出されている。
2002年、丸紅株式会社に入社し、クラブチームであるXリーグオービックシーガルズに加入。同期は、清水謙。2006年から2008年までバイスキャプテンを務めた。
2010年に休部、シーズン終了後に引退し、家業を継ぐ。現在はアメリカンフットボールには関わっていない。
2018年より法政大学アメリカンフットボール部にてRBコーチ